# Витрина DC: Зелёная Стрела
Витрина DC: Зелёная Стрела — короткометражный мультипликационный фильм, основанный на комиксах о супергероях DC Comics. Является третьим из серии «Витрина DC». Фильм вышел 28 сентября 2010 года как бонус к фильму «Супермен/Бэтмен: Апокалипсис».

## Сюжет
Оливер Куин спешит в аэропорт, чтобы сделать предложение Дине Лорел Лэнс. В это время на прилетевшую принцессу Пердиту совершается покушение, но Зелёная Стрела спасает её. Выясняется, что накануне умер отец Пердиты, и девочка становится королевой Влатавы. Её дядя — граф Вертиго — наследует ей и нанимает лучника Артура Кинга, известного как Мерлин, убить племянницу.
Зелёная Стрела побеждает Мерлина, но в это время появляется Вертиго и пытается убить героя и свою племянницу. К счастью им на помощь приходит Дина и побеждает Вертиго. Куин делает предложение Чёрной Канарейке и та соглашается выйти за него замуж.

## Роли озвучивали
- Оливер Куин/Зелёная Стрела — Нил Макдонаф
- Артур Кинг/Мерлин Волшебник — Малкольм Макдауэлл
- граф Вертиго — Стивен Блум
- Дина Лорел Лэнс/Чёрная Канарейка — Грей Делайл
- принцесса Пердита — Ариэль Уинтер